# マーガレット (サクラメリーメンの曲)
「マーガレット」は、サクラメリーメンが2007年2月21日 にリリースした、3枚目のマキシシングルである。

## 概要
- 実質、大きなタイアップがつかなかったこともあり、トップ100入りしなかった作品ではあるが、引き続き、ラジオなどでは大量オンエアがされた。
- タイトルの由来は、マーガレットの花言葉「心に秘めた愛」から来ている。
- 初回盤には「恋に効く! マーガレットステッカー」がついていた。

## 収録曲
1. マーガレット
ライブでの定番曲。シングル曲としては初めてストリングスが組み込まれている。
2. ラム
シングルのカップリングとしては初のダンスナンバー。

## 収録アルバム
- 1stアルバム「ロングロード・オデッセイ」(#1)

## タイアップ
- CROSS FM2007年2月度邦楽ヘビーローテーション(#1)